# 키세 카즈치카
키세 카즈치카(일본어: 黄瀬 和哉 기세 가즈치카[*], 1965년 3월 6일 ~)는 일본의 애니메이터이자 애니메이션 감독이다.

## 참가 작품

### 텔레비전 애니메이션
- 붉은 광탄 질리온 (1987년): 작화 감독
- 천하무적 슈라트 (1989년): 작화 감독
- 무책임 함장 테일러 (1993년): 작화 감독
- 신세기 에반게리온 (1995년): 작화 감독
- 블러드+ (2005년): 작화 감독
- 블러드-C (2011년): 캐릭터 디자인
- 공각기동대 ARISE ALTERNATIVE ARCHITECTURE (2015년): 총감독,  캐릭터 디자인

### 애니메이션 영화
- 기동경찰 패트레이버 (1989년): 작화 감독
- 기동경찰 패트레이버 2 더 무비 (1993년): 작화 감독
- 신세기 에반게리온 극장판 사도신생 (1997년): 작화 감독
- 신세기 에반게리온 극장판 에어/진심을 그대에게 (1997년): 작화 감독
- 공각기동대 (1995년): 작화 감독
- 블러드 더 라스트 뱀파이어 (2000년): 작화 감독
- 공각기동대 ARISE (2013년): 총감독, 캐릭터 디자인
- 공각기동대 신극장판 (2015년): 총감독, 캐릭터 디자인
- 너의 이름은. (2016년): 작화 감독